# Maggie & Bianca Fashion Friends
Maggie & Bianca Fashion Friends ist eine italienische Jugend-Dramedy der Rai, die von Produktionsfirma Rainbow S.r.l produziert wird. Die Erstausstrahlung erfolgte am 29. August 2016 auf Rai Gulp in Italien. Die deutschsprachige Erstausstrahlung fand am 19. Juni 2017 auf dem Free-TV-Sender Disney Channel statt.
Eine dritte Staffel und zwei Spezialfolgen mit doppelter Länge wurden bereits produziert, deren Premiere in Italien im September 2017 war. Ein deutschsprachiger Ausstrahlungstermin für die Spezialfolgen ist bisher nicht bekannt.

## Handlung
Die Serie folgt den Leben von zwei Teenagermädchen, welche auf den ersten Blick kaum unterschiedlicher sein könnten. Die aus den USA stammende und skurril wirkende 16-jährige Maggie Davis hat eine große Leidenschaft für Musik und Mode, gibt stets ihr Bestes und konnte sich durch sehr harte Arbeit das Stipendium an der Fashion Akademie in Mailand ermöglichen. Dort trifft sie auf Bianca Lussi – ein 15-jähriges verwöhntes Mädchen, welches von ihrem Vater, dem Gründer des erfolgreichsten italienischen Modeunternehmen Lussi, gezwungen wird, die Modeschule zu besuchen. Ganz nach dem Motto Gegensätze ziehen sich an, werden Maggie und Bianca gute Freundinnen. Da sie beide die Leidenschaft für Musik teilen, gründen sie die Band „The MoodBoards“. Aber können die beiden die Modeschule und die Musik vereinen und wird Biancas strenger Vater das erlauben? Daneben müssen Maggie und Bianca auch noch die alltäglichen Probleme des Teenagerdaseins meistern.

## Figuren
Maggie Davis ist ein 16-jähriges Mädchen und stammt aus Portland im US-Bundesstaat Oregon. Sie hat einen großen Traum, und dieser ist es eine angesehene Modedesignerin zu werden! Und nun erhält Maggie die Chance ihres Lebens. Nachdem Maggie durch harte Arbeit den Aufnahmetest meisterte, erhielt sie darauf ein Stipendium an der Mailänder Fashion Academy, einer der berühmtesten und bedeutendsten Modeschulen der Welt. Aber Maggie besitzt nicht nur die Leidenschaft für Mode: Sie hat von ihrer Mutter auch die Leidenschaft für die Musik geerbt und aus diesem Grund hat sie immer ihre Gitarre bei sich. Dank ihres Smartphones und ihres stilvollen Computers hält Maggie immer ihren Blog aktuell. Maggie ist ein leidenschaftliches, kreatives und enthusiastisches Mädchen mit einem alternativen, starken und einzigartigen Stil, was auch der Grund ist, weshalb jeder Maggie als „seltsam“ betrachtet. Sie arbeitet sehr hart und gibt immer ihr Bestes, aber Maggie ist gleichzeitig auch ein bisschen chaotisch und unorganisiert. Aus diesem Grund ist die Beziehung zu Bianca am Anfang nicht immer leicht!
Bianca Lussi ist ein ordentliches, perfektionistisches und kontrollsüchtiges 15-jähriges Mädchen. Sie stammt aus der exklusiven Provinz Lago Como in Italien und ist die Königin von Snob Chic. Bianca ist die Erbin der Modefirma Lussi, welche einer der bedeutendsten der Welt ist. Ihr Vater Alberto – ein Geschäftsmann mit vielen Pflichten und Verantwortlichkeiten – zwingt Bianca zur Teilnahme an der Fashion Academy. Er verbietet ihr auch, sich durch Musik auszudrücken, weil er es für ein nutzloses Hobby hält. Bianca scheint äußerlich keine Träume und Wünsche zu haben, aber die Wirklichkeit ist ganz anders! Ihre Stimme ist genial und sie singt wunderbar, obwohl sie ihre Fähigkeit, vor allem vor sich selbst, bestreitet. Maggie ist diejenige, die Biancas innere Leidenschaft hervorholt, indem sie eine Musikband zusammenstellt, die auf den Namen die MoodBoards hört! Bianca lebt nach dem Motto „Ich liebe es, ich zu sein!“ und wird von jedem für eine eiskalte Schneekönigin gehalten.
Jacques Bertrand ist 16 Jahre alt und kommt aus Paris. Er ist ein klassischer, anspruchsvoller und versnobter Popper, den alle Mädchen lieben. Seine Mutter ist Italienerin und sein Vater ist Franzose. Weshalb Jacques immer zwischen Mailand und Paris hin und her pendelt. Seine Mutter verließ die Familie für einen anderen Mann, als Jacques erst zwei Jahre alt war, weswegen er bei seinem Milliardärsvater aufwuchs, der unglücklicherweise ein sehr schlechtes Vorbild für ihn ist. Sein Großvater ist der wahre Unternehmer in der Familie, ein talentierter Meister seines Faches, der will, dass sein Enkelkind die Führung des Imperiums erbt, das er schuf. Jedoch weiß Jacques selber noch nicht, was er in seinem Leben mit sich vor hat.
Quinn O’Connor ist ein netter, freundlicher und sensibler 15-jähriger Junge. Er ist der romantischste der Gruppe und wirkt auf andere verträumt. Quinn stammt aus einer bescheidenen schottischen Familie und seine größte Leidenschaft ist die Fotografie. Er entschied sich für die Fashion Academy, weil er dort vom großartigen Professor Ferrari in Fotografie unterrichtet werden kann. Quinn ist ein geselliger und immer positiv denkender Junge, so dass dieser Maggie nicht wegen ihres seltsamen Verhaltens verurteilt. Aus diesem Grund werden sie vom ersten Schultag an gute Freunde.
Nausica Bianchetti ist ein 16-jähriges Mädchen aus Mailand und ist Tochter einer perfekten Modelmutter. Sie wuchs in einer Familie auf, in der hervorragende Leistungen an der Tagesordnung stehen, und dabei will sie von niemanden übertroffen werden! Ihr einziges Ziel ist es, immer zu gewinnen, besonders wenn es sich um ihre Rivalinnen Maggie und Bianca handelt. Um das zu bewerkstelligen, erhält sie Hilfe von Yuki und Eduard, die eine naive Sichtweise auf die Dinge haben. Im Grunde genommen ist Nausica das Gehirn und Yuki und Eduard sind ihre Muskeln. Nausica verschleiert ihre Absichten hinter Aussagen wie „Ich sage das nur zu deinen Besten!“ und wird von anderen mit einer Harpyie verglichen.
Yuki Abe ist 15-jähriges Mädchen aus Harajuku einen Bezirk von Tokyo. Sie kümmert sich sehr um ihre Wurzeln und zeigt immer, dass sie fröhlich und sehr glücklich ist. Ihre größte Leidenschaft ist Eduard. Yuki ist immer abwesend und hat ihren Kopf in den Wolken. Nausica, der Harpyie der Fashion Academy, nutzt des Öfteren aus, dass sich Yuki leicht manipulieren lässt. Yuki folgt aufgrund ihrer Naivität jeden Plan von Nausica und bemerkt dabei nicht, dass sie meistens in Unrecht handelt. Yuki wirkt auf andere wie eine klischeehafte Blondine.
Eduard Zonte ist ein schöner, süßer und netter 16-jährige Junge aus Griechenland, der aber mehr Muskeln als Gehirn hat. Er ist sehr naiv und glaubt gleich alles was man ihm sagt, was ihn immer wieder in außergewöhnlichen Situation bringt. Bei all seinen Abenteuern wird er von Yuki begleitet. Sein bester Freund ist Franz, sein einziges Neuron! Franz schläft die ganze Zeit, aber wenn Eduard ihn weckt, damit er ihn um Rat bitten kann, ist Franz immer bereit, ihm die absurdesten Vorschläge zu machen! Eduard wird von anderen als photogeshopter Single-Neuron-Kerl gesehen.
Leonardo Garcia ist der 16-jährige Sohn eines Milliardärs und kommt aus Spanien. Er ist es gewohnt, dass ihm alles in den Schoß gelegt wird. Leonardo kann es nicht ausstehen, wenn er gezwungen ist, etwas zu tun! Er ist überzeugt, dass er mit seiner Kreditkarte alles erwerben und kaufen kann, was er will, und lässt nie eine Chance vergehen, seinen Reichtum zur schaue zustellen! Wird er jemals verstehen, dass sich nicht alles mit Geld kaufen lässt? Auf andere wirkt er wie ein verzogenes Kind.
Andrew Moore ist ein 17-jähriger Engländer und der Anführer von CoolGhost. Neben seiner Tätigkeit als Sänger und Komponist betreibt er den gefragten Mode-Blog EverBlack. Besonders für seine nachhaltige grüne Mode wird er gefeiert. Andrew teilt mit Maggie die Liebe zur Musik und das Engagement für die Ökologie, jedoch sind die beiden sich nicht immer über die Herangehensweise einig. Von anderen wird er für den einflussreichsten Mode-Blogger im Netz gehalten, was er auch von sich selber denkt.
Felipe Ramirez ist ein cooler 16-jähriger Junge und kommt aus Argentinien. Er ist ein hervorragender visueller Künstler und sein Webprofil CoolGhost beweist es. Immer wenn er ein Video veröffentlicht, spricht er seinen Fans von der Seele. Felipe scheint nichts mit Bianca gemeinsam zu haben, aber nach einiger Zeit wirkt es so, als ob sich da etwas mehr entwickelt als nur Freundschaft. Er wirkt auf andere düster und gut aussehend.
Susan Grave ist ein 16-jähriges Mädchen und stammt aus Kalifornien. Sie wirkt bei CoolGhost mit und ist das am skurrilsten wirkende Mitglied der Gruppe. Susan weist eine gewisse Ähnlichkeit zu Maggie auf. Sie ist aber charakterlich gesehen das totale Gegenteil von Maggie. Susan ist sehr oft schlecht gelaunt, traurig und schwermütig. Zudem ist sie alles andere als Farbenfroh wie Maggie. Aber die Leute in der Akademie werden langsam feststellen, dass es eine Person gibt, die Susans Herz erwärmen kann.

## Besetzung und Synchronisation
Die deutsche Synchronisation entsteht unter der Dialogregie von Jeffrey Wipprecht und Jill Schulz durch die Synchronfirma SDI Media Germany GmbH in Berlin.
| Rollenname                | Schauspieler      | Staffel | Synchronsprecher   |
| ------------------------- | ----------------- | ------- | ------------------ |
| Maggie Davis              | Emanuela Rei      | 1–3     | Jodie Blank        |
| Bianca Lussi              | Giorgia Boni      | 1–3     | Maria Hönig        |
| Jacques Bertrand          | Sergio Ruggeri    | 1–3     | Amadeus Strobl     |
| Quinn O’Connor            | Luca Murphy       | 1–3     | Jannik Schümann    |
| Nausica Bianchetti        | Federica Corti    | 1–3     | Marieke Oeffinger  |
| Yuki Abe                  | Tiffany Zhou      | 1–2     | Peggy Pollow       |
| Eduard Zonte              | Sergio Melone     | 1–3     | Bastian Sierich    |
| Leonardo Garcia           | Federico Pedroni  | 1       | Patrick Keller     |
| Präsident Riccardo Maffei | Alvaro Gradella   | 1–3     | Rainer Doering     |
| Professorin Alison Tucker | Elia Nichols      | 1–3     | Gundi Eberhard     |
| Professor Marco Ferrari   | Simone Lijoi      | 1       | Jeffrey Wipprecht  |
| Zio Max                   | Walter Leonardi   | 1–3     | Sven Brieger       |
| Dolores Cortés            | Clelia Piscitello | 1–2     | Iris Artajo        |
| Rachel Davis              | Greta Bellusci    | 1–3     | Anna Dramski       |
| Alberto Lussi             | Paolo Romano      | 1–3     | Sven Gerhardt      |
| Andrew Moore              | Jody Cecchetto    | 1–3     | Philipp Lind       |
| Felipe Ramirez            | Paolo Fantoni     | 1–3     | Michael Ernst      |
| Susan Grave               | Simona Di Bella   | 1–2     | Anne-Catrin Märzke |
| Professor Ruggero Falques | Giovanni Bussi    | 2–3     | Karlo Hackenberger |

## Ausstrahlung
Italien
Die Erstausstrahlung der ersten Staffel von Maggie & Bianca Fashion Friends erfolgte vom 29. August 2016 bis zum 28. September 2016 auf dem italienischen Sender Rai Gulp ausgestrahlt. Die Erstausstrahlung der zweiten Staffel erfolgte vom 11. Januar 2017 bis zum 18. Februar 2017 auf Rai Gulp. Die Erstausstrahlung der zwei doppellangen Spezialfolgen erfolgte im September 2017 auf Rai Gulp. Die Erstausstrahlung der dritten Staffel erfolgte vom 18. September 2017 bis zum 2. Dezember 2017 auf Rai Gulp.
Deutschland
Die deutschsprachige Erstausstrahlung der ersten Staffel erfolgte vom 19. Juni 2017 bis zum 21. Juli 2017 auf dem Disney Channel. Die erste Folge wurde vorab am 18. Juni 2017 auf dem deutschen YouTube-Kanal vom Disney Channel veröffentlicht. Die deutschsprachige Erstausstrahlung der zweiten Staffel erfolgt vom 24. Juli 2017 bis zum 25. August 2017 auf dem Disney Channel. Ein Termin für die deutschsprachige Erstausstrahlung der Spezialfolgen ist bisher nicht bekannt. Die deutschsprachige Erstausstrahlung der dritten Staffel wurde für den ersten Quartal 2018 auf dem Disney Channel angekündigt. Die Ausstrahlung fand vom 19. März bis zum 28. April 2018 auf dem Disney Channel statt, wobei ab Episode 17 bzw. 69 die Ausstrahlung vom Abend in die Nacht verschoben wurde. Die ersten drei Episoden der dritten Staffel wurden am 18. März 2018 in ausgewählten Cineplex-Kinos vorgeführt.

### Übersicht
| Staffel       | Episoden | Erstausstrahlung Italien | Erstausstrahlung Italien | Deutschsprachige Erstveröffentlichung | Deutschsprachige Erstveröffentlichung |
| Staffel       | Episoden | Staffelpremiere          | Staffelfinale            | Staffelpremiere                       | Staffelfinale                         |
| ------------- | -------- | ------------------------ | ------------------------ | ------------------------------------- | ------------------------------------- |
| 1             | 26       | 29. August 2016          | 28. September 2016       | 19. Juni 2017                         | 21. Juli 2017                         |
| 2             | 26       | 11. Januar 2017          | 18. Februar 2017         | 24. Juli 2017                         | 25. August 2017                       |
| Best-ofs      | 2        | 14. September 2017       | 15. September 2017       | 5. Januar 2018                        | 6. Februar 2018                       |
| Spezialfolgen | 2        | 16. September 2017       | 17. September 2017       | –                                     | –                                     |
| 3             | 26       | 18. September 2017       | 2. Dezember 2017         | 19. März 2018                         | 28. April 2018                        |

### Internationale Ausstrahlung
| Land                                                                          | Sender           | Premiere          | Ausstrahlungstitel                | Ref.   |
| ----------------------------------------------------------------------------- | ---------------- | ----------------- | --------------------------------- | ------ |
| Italien                                                                       | Rai Gulp         | 29. August 2016   | Maggie & Bianca Fashion Friends   | [ 1 ]  |
| Brasilien                                                                     | TV Cultura       | 19. Dezember 2016 | Maggie & Bianca Fashion Friends   | [ 12 ] |
| Frankreich                                                                    | Gulli            | 4. Februar 2017   | Maggie & Bianca Fashion Friends   | [ 13 ] |
| Nordmazedonien                                                                | Сител Телевизија | 25. Februar 2017  | Меѓи и Бјанка                     | [ 14 ] |
| Rumänien                                                                      | Megamax          | 27. Februar 2017  | Maggie și Bianca în lumea modei   | [ 15 ] |
| Ungarn                                                                        | Megamax          | 27. Februar 2017  | Maggie és Bianca – Divatból jeles | [ 16 ] |
| Tschechien Slowakei                                                           | Megamax          | 27. Februar 2017  | Maggie a Bianca – Módní návrhářky | [ 17 ] |
| Russland                                                                      | Карусель         | 13. März 2017     | Мэгги и Бьянка в Академии Моды    | [ 18 ] |
| Vereinigte Staaten Kanada Vereinigtes Königreich Irland Australien Neuseeland | Netflix          | 31. März 2017     | Maggie & Bianca Fashion Friends   | [ 19 ] |
| Deutschland Österreich Schweiz Liechtenstein                                  | Disney Channel   | 19. Juni 2017     | Maggie & Bianca Fashion Friends   | [ 2 ]  |
| Polen                                                                         | Nickelodeon      | 1. Juli 2017      | Maggie i Bianca                   | [ 20 ] |
| Niederlande Belgien Luxemburg                                                 | Nickelodeon      | 10. Juli 2017     | Maggie & Bianca Fashion Friends   | [ 21 ] |
| Griechenland                                                                  | Nickelodeon      | 4. September 2017 | Maggie & Bianca                   | [ 22 ] |

## Medien

### Soundtrack
Am 31. März 2017 erschien in Italien der erste Soundtrack zur Serie unter dem Namen „Maggie & Bianca Fashion Friends - Come Le Star“. In Deutschland wurde der Soundtrack unter dem Namen „Maggie & Bianca Fashion Friends - Be Like Stars“ am 21. Juli 2017 veröffentlicht mit nur leicht modifizierter Trackliste (Statt „A Tutto Volume“ ist dort die englische Version „I Will Sing“ zu finden).
Titelliste
| Nr. | Titel                       | Länge | Ref.   |
| --- | --------------------------- | ----- | ------ |
| 1   | Fashion Friends             | 1:40  | [ 25 ] |
| 2   | In My Shoes                 | 3:09  | [ 25 ] |
| 3   | Infinite Sky                | 2:40  | [ 25 ] |
| 4   | Come Le Star                | 2:52  | [ 25 ] |
| 5   | Never Give Up               | 2:54  | [ 25 ] |
| 6   | A Tutto Volume              | 2:32  | [ 25 ] |
| 7   | Here We Are                 | 2:37  | [ 25 ] |
| 8   | Me Myself and I             | 3:33  | [ 25 ] |
| 9   | The Soundtrack of Our Lives | 2:34  | [ 25 ] |
| 10  | Music Is Everywhere         | 2:42  | [ 25 ] |
| 11  | Beautiful Swans             | 3:11  | [ 25 ] |
| 12  | Out There                   | 3:43  | [ 25 ] |
| 13  | Here We Go                  | 3:04  | [ 25 ] |
| 14  | Relationship Game           | 3:05  | [ 25 ] |
| 15  | I Dance and Sing            | 3:03  | [ 25 ] |
| 16  | Part of Me                  | 2:38  | [ 25 ] |

### Bücher
Ab dem 13. November 2017 erscheint eine, mit bisher zwei Bänden geplante Buchreihe, mit dem Titel Maggie & Bianca: Fashion Friends, die inhaltlich die Geschehnisse aus der TV-Serie auffasst. Die Reihe wird von Rainbow S.r.l. herausgegeben und erscheint beim Verlag Panini Books.
| Band | Titel                                     | Erscheinungsdatum | Seiten | ISBN              | Ref.   |
| ---- | ----------------------------------------- | ----------------- | ------ | ----------------- | ------ |
| 1    | Maggie & Bianca - Fashion Friends: Band 1 | 13. November 2017 | 120    | 978-3-8332-3553-5 | [ 27 ] |
| 2    | Maggie & Bianca - Fashion Friends: Band 2 | 13. November 2017 | 120    | 978-3-8332-3554-2 | [ 28 ] |

### Magazin
Das offizielle Magazin zur Serie erscheint durch den Verlag Blue Ocean. Die Zeitschrift zur Serie ist seit dem 24. Juni 2017 verfügbar und erscheint aller zwei Monate.
| Titel                                                               | Ausgabe | Erscheinungsdatum | Preis  | Ref.   |
| ------------------------------------------------------------------- | ------- | ----------------- | ------ | ------ |
| Maggie & Bianca – Fashion Friends: Das offizielle Magazin zur Serie | 1/2017  | 24. Juni 2017     | 3,99 € | [ 30 ] |
| Maggie & Bianca – Fashion Friends: Das offizielle Magazin zur Serie | 2/2017  | 5. August 2017    | 3,99 € | [ 31 ] |
| Maggie & Bianca – Fashion Friends: Das offizielle Magazin zur Serie | 4/2017  | 7. Oktober 2017   | 3,99 € | [ 32 ] |

### Website
Zur Serie gibt es eine offizielle Website die momentan in deutsch, italienisch, niederländisch, englisch, französisch, russisch und in brasilianischen portugiesisch Verfügbar ist. Auf dieser findet man unter anderem allerhand Informationen rund um die Serie. Daneben gibt zur Serie noch die offiziellen YouTube-, Facebook-, Twitter-, VK- und Instagram-Profile, die aber nur in ausgewählten Sprachen verfügbar sind.

## Quoten
Schon von der ersten Ausstrahlungswoche an, könnte sich die Serie bei Kritikern und beim Publikum in Italien gleichermaßen durchsetzen. In der Zielgruppe der Kinder von 6–13 Jahren, gelang es der Serie sich sofort auf die Spitze zusetzten. In der zweiten Staffel erreichten die einzelnen Folgen um die 305.000 Zuschauer. In ihrer Zielgruppe gelingt es der Serie Maggie & Bianca Fashion Friends sich noch vor den ebenfalls erfolgreichen Serien Alex & Co. und Soy Luna zu platzieren.